# Ephippodonta oedipus
Ephippodonta oedipus is een tweekleppigensoort uit de familie van de Galeommatidae. De wetenschappelijke naam van de soort is voor het eerst geldig gepubliceerd in 1976 door Morton.